# 查尔斯·普拉特
查尔斯·爱德华·普拉特（英語：Charles Edward Pratt，1911年7月15日—1996年2月24日），加拿大男子赛艇运动员。他曾代表加拿大参加1932年夏季奥林匹克运动会赛艇比赛，获得男子双人双桨铜牌。